# 벨라루스 U-21 축구 국가대표팀
벨라루스 U-21 축구 국가대표팀(벨라루스어: Зборная Беларусі па футболе U-21)은 벨라루스를 대표하는 21세 이하의 축구 국가대표팀으로, 벨라루스의 축구 관리 기관인 벨라루스 축구 연맹의 관리를 받는다.